# Телушки језик
Телугу језик (తెలుగు) је језик из језичке групе дравидских језика, и званични је језик индијске државе Андра Прадеш. Кроз историју, претрпео је велики утицај индоаријевских језика из индоевропске породице. Телугу је највећи дравидски језик, и други језик Индије (после језика хинди) по броју говорника. Телугу језик припада такозваној групи „чистих језика“ (Suddha Bhaasha) по индијској класификацији, попут бенгалског, гуџарати, марати и хинди језика. Има надимак „италијански језик истока“, јер се све речи у њему завршавају самогласником. Некад га зову и тенугу, што значи „сладак као мед“.
Телугу говори телушки народ који претежно живи у индијским државама Андра Прадеш и Телангана, где је и службени језик. Он стоји уз хинди и бенгалски као један од ретких језика са статусом примарног службеног језика у више од једне индијске државе. Телугу је такође службени језик у округу Јанам у Пудучерију и језичка мањина у државама Одиша, Карнатака, Тамил Наду, Керала, Пунџаб, Чатисгар, Махараштра и острвима Андамани и Никобари. То је један од шест језика које је влада земље прогласила класичним језиком Индије.
Телугу је четврти међу језицима са највећим бројем изворних говорника у Индији, са скоро 82 милиона говорника према попису из 2011, и 15. на етнолошкој листи језика према броју изворних говорника. То је најраширенији члан породице дравидских језика и један од двадесет два званична језика у Републици Индији. То је такође најбрже растући језик у Сједињеним Државама, где постоји велика заједница која говори телугу. Отприлике 10.000 претколонијалних натписа постоји на телугу језику.

## Историја
Према лингвисти Бадрирају Кришнамуртију, телугу као дравидски језик потиче од протодравидског, прајезика. Лингвистичка реконструкција сугерише да се протодравидски говорио око трећег миленијума пре нове ере. Према руском лингвисти Михаилу С. Андронову, телугу се одвојио од протодравидског језика између 1000. и 1500. године п. н. е.

## Карактеристике
У телугу језику ред речи је субјекат-објекат-глагол, што га идентификује, поред других особина, као дравидски језик. 
| Телугу -   | Ramudu bantini kottadu రాముడు బంతిని కొట్టాడు |
| Буквално - | రాముడు (Рама) బంతి (лопту) కొట్టు (ударио)  |
| Значење -  | Рама је ударио лопту.               |

Телугу припада групи аглутинативних језика, јер се речима често додају суфикси да означе падеж. Овај језик има 21 падеж, али неки од њих могу да се комбинују у истој речи (полиаглутинација). Ево примера троструког падежа:
- వాటిమధ్యలోనించి (vaTimadhyaloninchi) - „почев од између њих“.

Телугу исказује једну ретку особину дравидских језика: инклузивно и ексклузивно „ми“. Реч (మనము; manamu) значи „ми, укључујући тебе“, док (మేము; memu) значи „ми, али не и ти“.

## Писмо
Телугу писмо (తెలుగు) потиче од брами писма из доба Ашоке. Трговци су ово писмо проширили по југоисточној Азији (данашња Индонезија). Најсличније је писму канада језика.
Пише се слева надесно и састоји од низа једноставних и сложених симбола. Писмо је у основи слоговно, а слогови се добијају комбиновањем ознака за самогласнике и сугласнике. За сугласнике се подразумева да их прати самогласник „а“, а када то није случај, то се обележава посебним симболима (матрама).
У телугу писму постоји 16 самогласника, 3 самогласничка модификатора, и 41 сугласничка графема.
Реченице се одвајају једноструком или двоструком вертикалном цртом.